# New York Film Critics Circle Award/Bester Dokumentarfilm
Gewinner des Preises des New York Film Critics Circle Award in der Kategorie Bester Dokumentarfilm (Best Non-Fiction Film). Die Auszeichnung hieß 1980 bis 1996 Best Documentary und heißt seit 1997  Best Non-Fiction Film.
Die Jahreszahlen der Tabelle nennen die bewerteten Filmjahre, die Preisverleihungen fanden jeweils im Folgejahr statt.
| Jahr       | Preisträger                          | Deutscher Titel                             | Regie                                             |                      |
| ---------- | ------------------------------------ | ------------------------------------------- | ------------------------------------------------- | -------------------- |
| 1980       | Best Boy                             | Best Boy                                    | Ira Wohl                                          |                      |
| 1984       | The Times of Harvey Milk             | The Times of Harvey Milk                    | Rob Epstein                                       |                      |
| 1985       | Shoah                                | Shoah                                       | Claude Lanzmann                                   |                      |
| 1986       | Marlene                              | Marlene                                     | Maximilian Schell                                 |                      |
| 1988       | The Thin Blue Line                   | Der Fall Randall Adams                      | Errol Morris                                      |                      |
| 1989       | Roger & Me                           | Roger & Me                                  | Michael Moore                                     |                      |
| 1991       | Paris is Burning                     | Paris brennt                                | Jennie Livingston                                 |                      |
| 1992       | Brother’s Keeper                     | Brother’s Keeper                            | Joe Berlinger und Bruce Sinofsky                  |                      |
| 1993       | Visions of Light                     | Visions of Light                            | Arnold Glassman, Todd McCarthy und Stuart Samuels |                      |
| 1994       | Hoop Dreams                          | Hoop Dreams                                 | Steve James                                       |                      |
| 1995       | Crumb                                | Crumb                                       | Terry Zwigoff                                     |                      |
| 1996       | When We Were Kings                   | When We Were Kings - Einst waren wir Könige | Leon Gast                                         |                      |
| 1997       | Fast, Cheap & Out of Control         | Fast, Cheap & Out of Control                | Errol Morris                                      |                      |
| 1998       | The Farm: Angola, USA                | The Farm: Angola, USA                       | Liz Garbus, Wilbert Rideau und Jonathan Stack     |                      |
| 1999       | Buena Vista Social Club              | Buena Vista Social Club                     | Wim Wenders                                       |                      |
| 2000       | The Life and Times of Hank Greenberg | The Life and Times of Hank Greenberg        | Aviva Kempner                                     |                      |
| 2001       | The Gleaners and I                   | Die Sammler und die Sammlerin               | Agnès Varda                                       |                      |
| 2002       | Standing in the Shadows of Motown    | Standing in the Shadows of Motown           | Paul Justman                                      |                      |
| 2003       | Capturing the Friedmans              | Capturing the Friedmans                     | Andrew Jarecki                                    |                      |
| 2004       | Fahrenheit 9/11                      | Fahrenheit 9/11                             | Michael Moore                                     |                      |
| 2005       | Grizzly Man                          | Grizzly Man                                 | Werner Herzog                                     |                      |
| 2006       | Deliver Us from Evil                 | Erlöse uns von dem Bösen                    | Amy Berg                                          |                      |
| 2007       | No End in Sight                      | No End In Sight – Invasion der Amateure?    | Charles H. Ferguson                               |                      |
| 2008       | Man on Wire                          | Man on Wire                                 | James Marsh                                       |                      |
| 2009– 2011 | Preis nicht vergeben                 | Preis nicht vergeben                        | Preis nicht vergeben                              | Preis nicht vergeben |
| 2012       | The Central Park Five                | nicht bekannt                               | Ken Burns Sarah Burns David McMahon               |                      |
| 2013       | Stories We Tell                      | nicht bekannt                               | Sarah Polley                                      |                      |
| 2014       | Citizenfour                          | Citizenfour                                 | Laura Poitras                                     |                      |
| 2015       | In Jackson Heights                   | nicht bekannt                               | Frederick Wiseman                                 |                      |
| 2016       | O.J.: Made in America                | O. J. Simpson: Made in America              | Ezra Edelman                                      |                      |
| 2017       | Visages, villages                    | Augenblicke: Gesichter einer Reise          | JR und Agnès Varda                                |                      |
| 2018       | Minding the Gap                      | nicht bekannt                               | Bing Liu                                          |                      |
| 2019       | Honeyland                            | Land des Honigs                             | Tamara Kotevska Ljubomir Stefanov                 |                      |
| 2020       | Time                                 | Time                                        | Garrett Bradley                                   |                      |
| 2021       | Flee                                 | Flee                                        | Jonas Poher Rasmussen                             |                      |
| 2022       | All the Beauty and the Bloodshed     | All the Beauty and the Bloodshed            | Laura Poitras                                     |                      |
| 2023       | Menus Plaisirs – Les Troisgros       | Menus Plaisirs – Les Troisgros              | Frederick Wiseman                                 |                      |